# Asséze l'Africaine
Asséze l'Africaine est un roman de Calixthe Beyala publié en 1994

## Synopsis
Assèze est née en brousse en pays éton au Cameroun devenu indépendant (1961). Puis elle va chez Awano à Douala. Sorraya, fille de Awano part à Paris. Awano meurt et Asséze part aussi. Elle travaille dans un atelier de couture clandestin puis devient voyante. Elle retrouve Sorraya qui se suicide. Asséze a mal pour l'Afrique.

## Distinctions
- Prix Tropiques 1994

## Accusations de plagiat
En 1996, Calixthe Beyala est condamné pour plagiat pour son roman Le Petit Prince de Belleville. L'année suivante, dans la revue Lire, Pierre Assouline estime qu'elle a plagié deux romans dans Asséze l'Africaine. En 2001, Richard Serrano prend la défense de l'autrice dans un texte intitulé Calixthe Beyala : griotte postmoderne ou plagiaire ? et s'attarde sur ce cas, indiquant notamment que Paule Constant, autrice supposément plagiée (à travers son roman White Spirit) fait partie du jury ayant remis le prix Tropiques au roman.